# 正統派 (ユダヤ教)

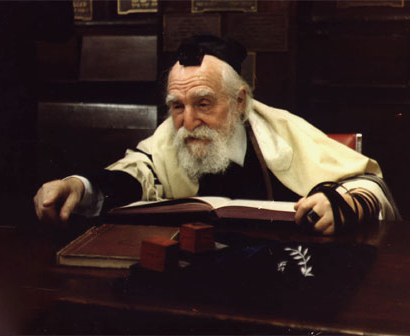
若者と共にトーラーを研究する正統派のラビ

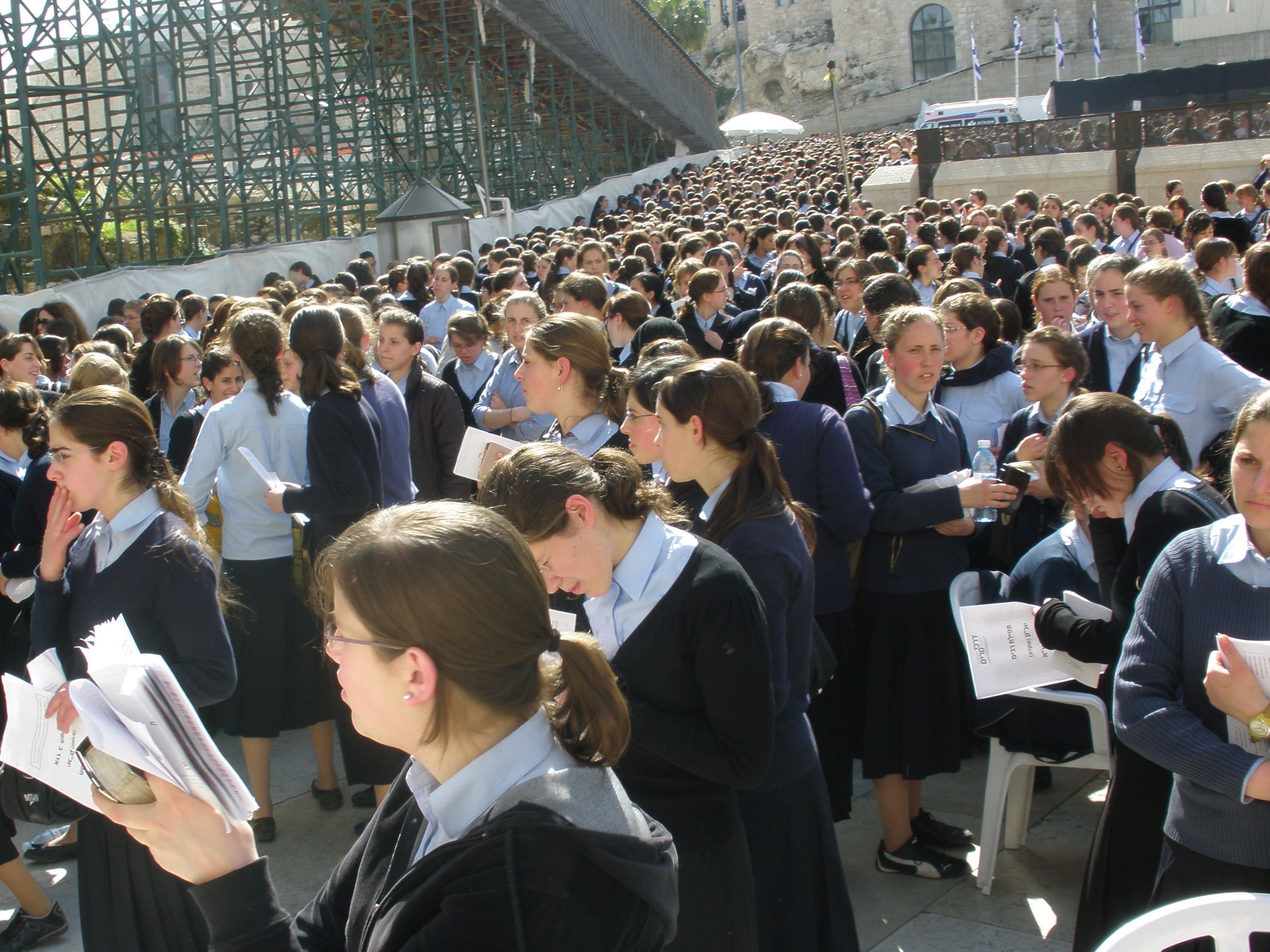
嘆きの壁を訪れる女子生徒

正統派（せいとうは、Orthodox Judaism）とは、現代のユダヤ教においては、トーラー・シェビフターブ（本のトーラー）とトーラー・シェベアル＝ペ（口伝）を聖典とし、ハラーハーにおいてはシュルハン・アルーフを実践する立場のこと。